# Szent Miklós-fatemplom (Kerekesfalva)
A Szent Miklós-fatemplom műemlékké nyilvánított épület Romániában, Bihar megyében. A romániai műemlékek jegyzékében a  BH-II-m-B-01191 sorszámon szerepel.